# Gräberfeld von Rhede

Lage von Rhede

Das Gräberfeld von Rhede, in der Winkelhauser Heide, im Kreis Borken in Nordrhein-Westfalen weist 180 Brandbestattungen auf, davon 41 in Urnen. Bei den restlichen 139 war kein Behältnis auszumachen, der Leichenbrand wurde am Grund von Gruben gefunden. Er lag jedoch so dicht, dass ein organisches Behältnis angenommen werden kann. In drei Fällen wurde eine Schüssel über den Leichenbrand gestülpt. Das Gräberfeld von Rhede stammt aus der Bronzezeit, einige Gräber gehören bereits in die frühe Eisenzeit. Die Gräber werden der älteren Niederrheinischen Grabhügelkultur (etwa 1200–750 v. Chr.) zugeschrieben.
Die Gräber von Rhede sind mit zwei Formen von Gräben umgeben, von denen 99 ganz oder teilweise erhalten waren. Es handelte sich um 93 runde bzw. ovale und sechs rechteckige Gräben. Die runden haben Durchmesser von einem bis zu 15 Metern. In jeder Anlage hat man eine Einzelbestattung deponiert. Wiederholt hat man zum Leichenbrand kleine Tongefäße mit Kerbschnittverzierung gestellt, die vermutlich Speisen enthielten. Die Gefäße wurden während der Beisetzung vielfach zerscherbt, wovon in die Grabgrube oder in den Graben geworfene Scherben zeugen. Metallbeigaben wie Armspiralen und Fingerringe waren dagegen selten.
Der Tote wurde nach Christoph Reichmann (geb. 1950) nicht mit einer für das jenseitige Leben gedachten Ausstattung versehen. Stattdessen gab man ihm rituelle Beigaben mit. Wahrscheinlich spielten auch die bronzenen Pinzetten und Rasiermesser eine Rolle im Bestattungskult. Spuren von Bronzeoxid an den Knochen zeigen, dass mit dem Toten Metallteile auf den Scheiterhaufen und in die Gräber gelangten.
Zwei Gräber von Erwachsenen enthielten kleine Steine von ungewöhnlicher Form. In einem Grab lagen 13 Steine. Einer ähnelte einem Pferdefuß ein anderer einer Mondsichel. Ein Bergkristall war absichtsvoll zerschlagen worden. Im zweiten Grab lagen vier Steine, die einem Pferdekopf, einem Fischmaul und einem Schälchen glichen. Ein fünfter fand sich außerhalb des Kreisgrabens unter einem leeren Tongefäß. Reichmann hält es für möglich, dass solchen Objekten eine magische Kraft zugeschrieben wurde. Denkbar wäre, dass sie als Orakelsteine dienten.